# Erich Salomon

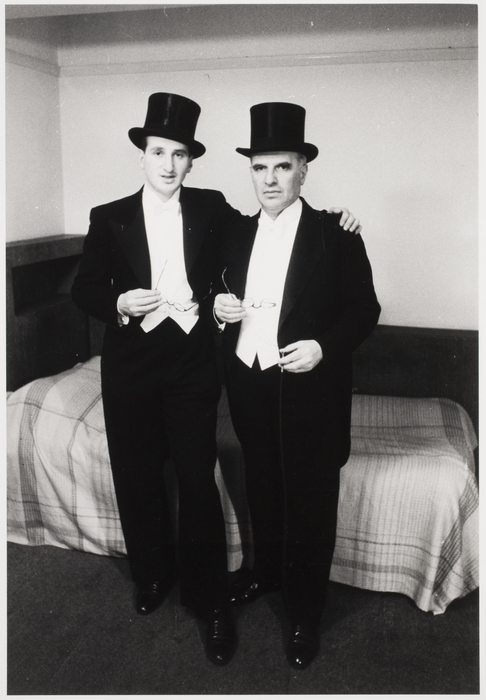
Erich Salomon und Sohn Otto Salomon (Peter Hunter), London 1935

Erich Franz Emil Salomon (* 28. April 1886 in Berlin; † 7. Juli 1944 im KZ Auschwitz) war ein deutscher Jurist, Fotograf und Bildjournalist.

## Leben

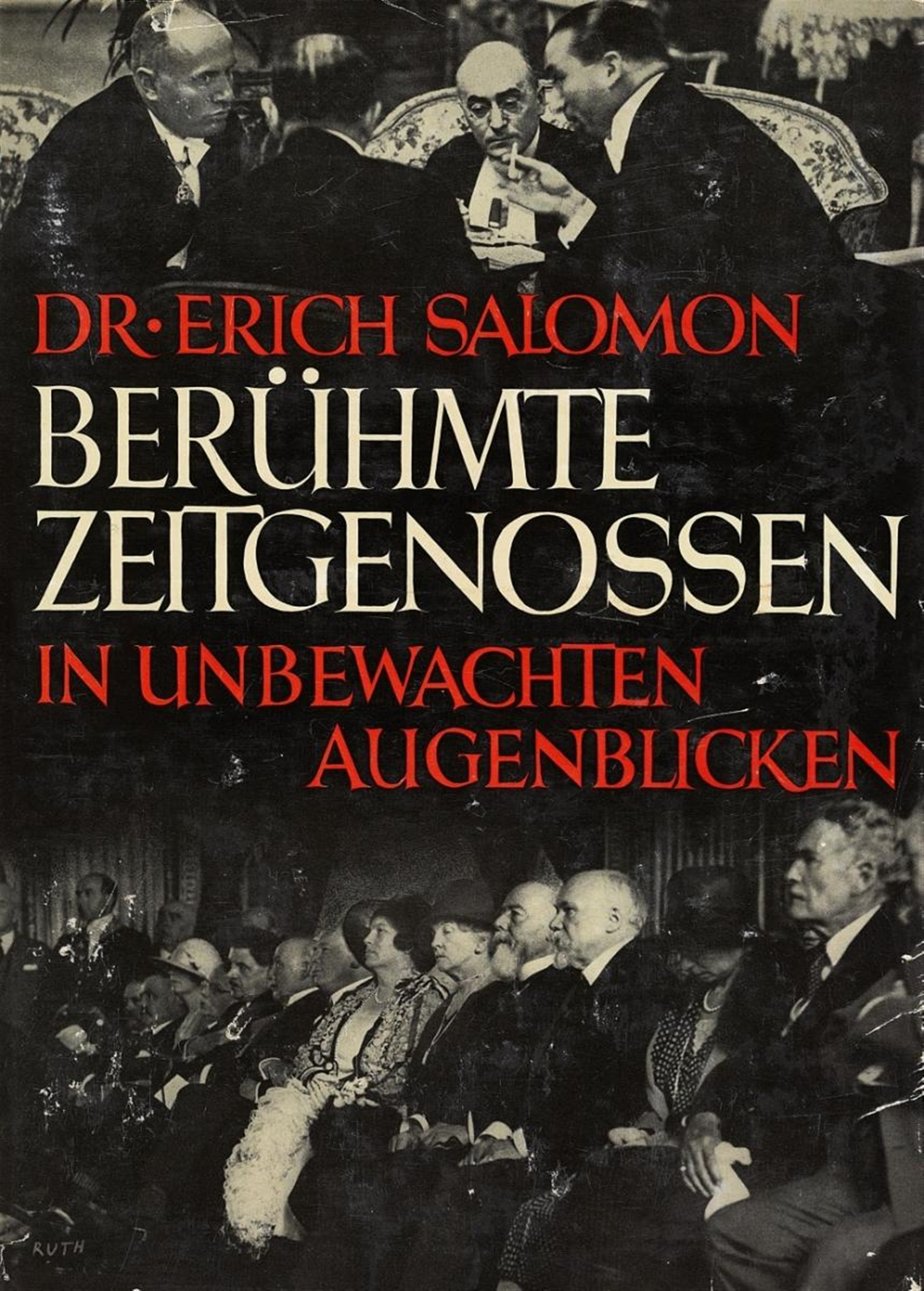
Erich Salomon: Berühmte Zeitgenossen in unbewachten Augenblicken. J. Engelhorn Nachf., Stuttgart, 1931. Erste Ausgabe

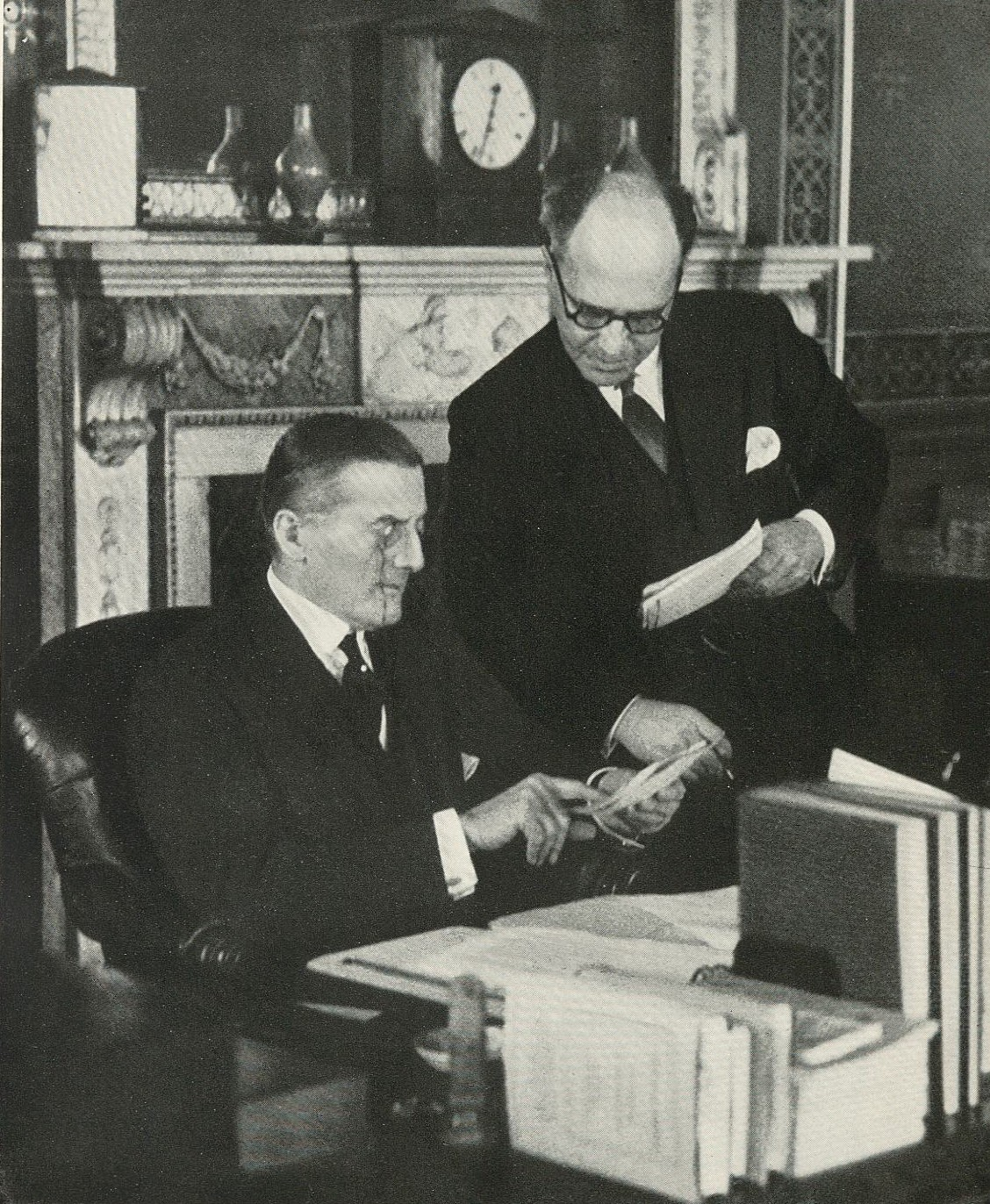
Salomon (rechts) mit Austen Chamberlain 1929

Erich Salomon kam als Sohn des wohlhabenden jüdischen Bankiers und Königlichen Kommerzienrats Emil Salomon (1844–1909) und von Therese Salomon geb. Schüler (1857–1915) zur Welt. Die großbürgerliche Berliner Familie lebte in der Jägerstraße 29 und später in der Tiergartenstraße 15 (heute befindet sich hier die Landesvertretung Baden-Württemberg). Der mehrere Sprachen beherrschende Salomon bewegte sich aufgrund seiner Herkunft mit selbstverständlicher Sicherheit auf gesellschaftlichem Parkett. Er studierte Maschinenbau an der Königlich Technischen Hochschule zu Berlin sowie Rechtswissenschaften an der Universität München und Universität Berlin. Das Jurastudium schloss er 1913 mit der Promotion an der Universität Rostock ab. Mit seiner Frau Maggy Schüler (1889–7. Juli 1944) wohnte er ab 1912 in der Hölderlinstraße 11 im Westend von Charlottenburg.
Zu Beginn des Ersten Weltkriegs zog Salomon als Trainsoldat mit dem Garde-Schützen-Bataillon durch Belgien bis über die Aisne und Marne in Nordfrankreich. Am 11. September 1914 geriet er nach einem Gefecht in Orly während des Rückzugs über die Marne zu Beginn der Marneschlacht in englische Kriegsgefangenschaft, die er in St. Florence in Pembrokeshire im Südwesten von Wales verbrachte. Im Zuge eines Gefangenenaustausches wurde er 1918 in die Schweiz entlassen, wo er sich mit seiner Familie bis Mitte 1919 in Kehrsiten am Ufer des Vierwaldstättersees aufhielt.
Nach seiner Rückkehr nach Berlin betätigte sich Erich Salomon als Börsenmakler. Als das Familienvermögen inflationsbedingt schrumpfte, gründete er 1924/1925 ein Taxiunternehmen. Zwei Autos und ein Motorrad mit Beiwagen, das er selber fuhr, gehörten zum Fuhrpark. Dafür warb er in der Vossischen Zeitung: „Dr. der Jurisprudenz gibt Ihnen während der Beförderung Instruktionen über die Regierungsmaßnahmen zur Währungsumstellung von der Deutschen Mark zur Rentenmark“. So wurde er beim Ullstein Verlag bekannt.
Ab 1925 war Salomon dort Mitarbeiter der Werbeabteilung und begann für den Ullstein Verlag auch zu fotografieren. Dies war mit 39 Jahren seine erste aktive Bekanntschaft mit der Fotografie. 1928 erschien in der Berliner Illustrirten Zeitung eine heimlich während eines Strafverfahrens wegen Mordes von ihm angefertigte Bildreportage, die großes Aufsehen erregte. Schon bald löste Salomon die feste berufliche Verbindung zu Ullstein, um als unabhängiger Fotoreporter zu arbeiten. Nach kurzer Zeit war er ein Star unter seinen Berufskollegen, seine Bilder erschienen in vielen deutschen und internationalen Blättern. Er war einer der ersten, die ihre veröffentlichten Fotos namentlich zeichneten. In fünf Jahren lieferte er etwa 350 Reportagen, meist Aufnahmen von internationalen Konferenzen und aus den gesellschaftlichen Zentren der Weimarer Republik, Westeuropas und der USA. Salomon war der erste Fotograf, der im Weißen Haus in Washington fotografieren durfte.
Während der Machtergreifung der Nationalsozialisten am 30. Januar 1933 hielt sich Erich Salomon mit seiner Frau und seinem jüngeren Sohn Dirk (1920–16. Mai 1944) in Den Haag auf. Die Niederlande waren das Heimatland seiner Frau. Sein älterer Sohn Otto Erich Salomon (1913–3. Dezember 2006, nutzte später das Pseudonym Peter Hunter) folgte ihnen Ende 1933 und konnte dabei 400 Negative seines Vaters retten. Das in der Berliner Wohnung verbliebene Material wurde von den Nazis zerstört. Vom Exil aus setzte Erich Salomon seine Arbeit fort, allerdings mit eingeschränktem Wirkungskreis. Im Mai 1940 überfiel und besetzte die Wehrmacht im „Fall Gelb“ die Niederlande. 1942/1943 musste die Familie ihre Den Haager Wohnung aufgeben und ging in den Untergrund. Durch Denunziation wurden Erich, Maggy und Dirk Salomon 1943 in Scheveningen verhaftet und am 18. Januar 1944 zunächst ins KZ Theresienstadt und schließlich am 16. Mai 1944 ins KZ Auschwitz-Birkenau verschleppt. Dort wurden zunächst sein Sohn und dann Erich Salomon mit seiner Frau am 7. Juli 1944 ermordet. Otto Erich Salomon war nach London geflohen und überlebte daher die Judenverfolgung. Ein Grab von Erich Salomon ist nicht vorhanden. Auf dem Jüdischen Friedhof Berlin-Weißensee befindet sich ein Gedenkstein.

## Technik

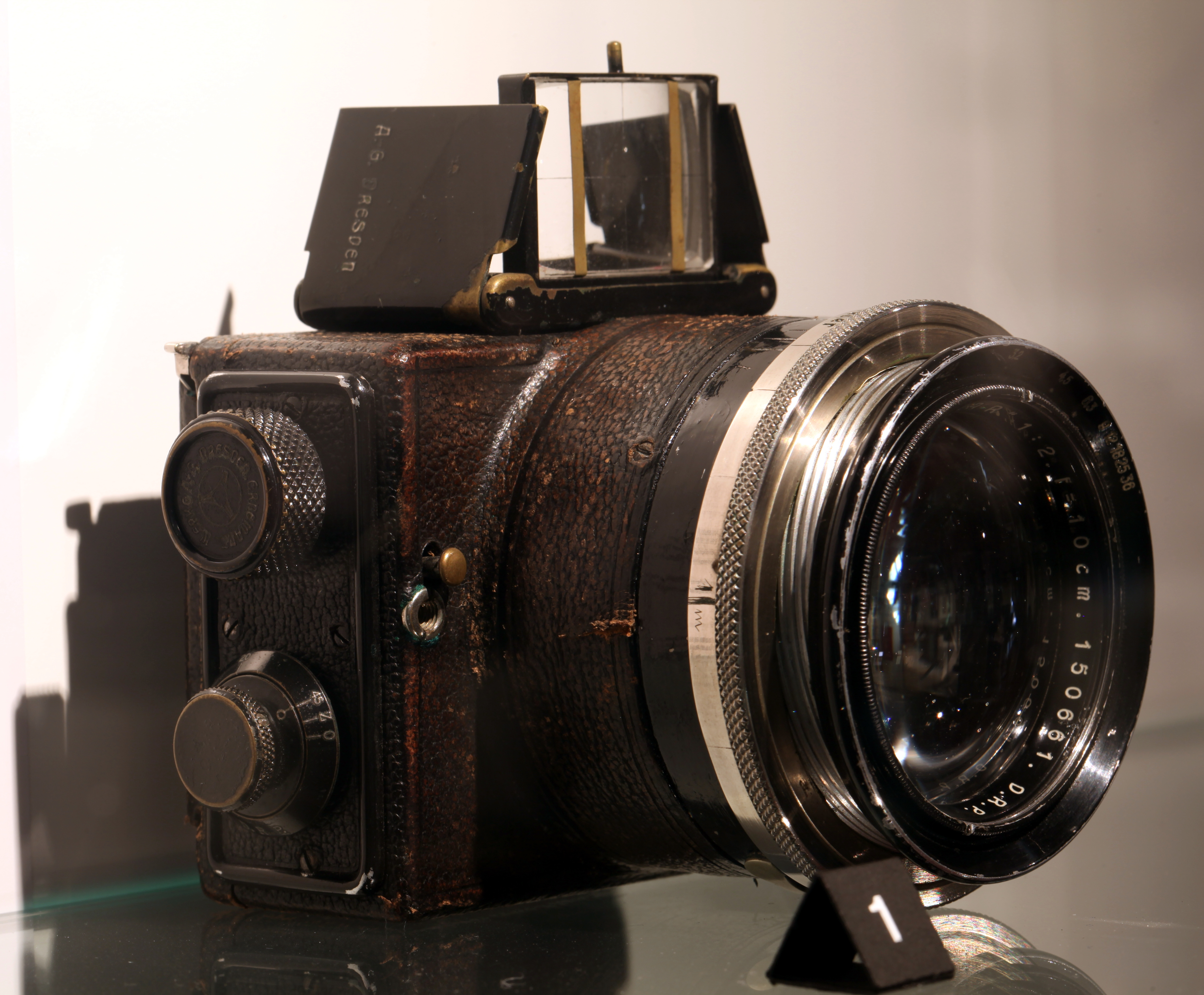
Eine Ermanox-Kamera

Übliche Arbeitsgeräte der Pressefotografen waren seinerzeit unhandliche Plattenkameras für Glasnegative bis 13 × 18 cm. Salomon erwarb wenige Monate nach seinen ersten fotografischen Erfahrungen eine Ermanox-Kamera. Diese war ein neu entwickelter, relativ kleiner Fotoapparat mit dem seinerzeit lichtstärksten serienmäßig hergestellten Objektiv (1:2) und einem Schlitzverschluss, der Belichtungszeiten von 1/20–1/1000 sec erlaubte. Mit der Ermanox waren Momentaufnahmen auch bei schwachem Licht, Fotos in Innenräumen ohne Stativ und Blitzlicht möglich. Als fotografisches Bildmaterial dienten Glasplatten von 4,5 × 6 cm in Einzelkassetten, von denen man problemlos eine größere Anzahl bei sich tragen konnte. 1930 kam eine Leica hinzu – noch leichter und unauffälliger als die Ermanox.
Um unauffällig arbeiten zu können, benutze Salomon oft ein Fernauslöserkabel, die Kamera hielt er dabei entweder vor dem Bauch und schaute von oben in den Sucher oder hatte sie auf ein sich in einigen Metern Entfernung von ihm befindliches Stativ montiert. Zudem entwickelte er einiges Zubehör, um seine Kameras notfalls zu verbergen: ein manipuliertes Hörgerät, einen großen, schwarzen Verband für einen scheinbar gebrochenen Arm, ausgehöhlte Bücher und einige Diplomatenköfferchen mit zweckdienlichen Öffnungen. Mit den kleinen Kameras und den dazugehörigen Vorrichtungen konnte Salomon seinen eigenen, typischen Stil der Fotoreportage entwickeln, der ihn weltberühmt machte und die Pressefotografie nachhaltig beeinflusste. Nach Herkunft und Arbeitsweise war er damit eine Ausnahmeerscheinung unter den Pressefotografen seiner Zeit. Die Berufsbezeichnung Bildjournalist ist seine eigene Wortschöpfung.

## Aufnahmen
Erich Salomon fotografierte etwa im Gebäude des Völkerbundes in Genf, bei spektakulären Gerichtsverhandlungen im In- und Ausland (auch ohne Genehmigung), im Reichstagsgebäude in Berlin und auf eleganten Empfängen in den Metropolen der westlichen Welt. Immer erschien er sehr sorgfältig gekleidet, meist im Frack oder im dunklen Anzug. Seinem familiären Hintergrund, aber auch seiner eigenen Umgänglichkeit verdankte er zahlreiche persönliche Kontakte, die ihm den Zugang zu den interessantesten Schauplätzen erleichterten. Dort wirkte er wie ein Dazugehöriger, wie ein Teilnehmer der Veranstaltungen, von denen er berichtete. Von den Mächtigen und Berühmten wurde er akzeptiert, pflegte zu manchen von ihnen ein beinahe freundschaftliches Verhältnis. Der französische Außenminister Aristide Briand äußerte über ihn: „Was ist schon eine internationale Konferenz, wenn Salomon nicht dabei ist …“ oder „Ah, le voilà! Le roi des indiscrets!“.

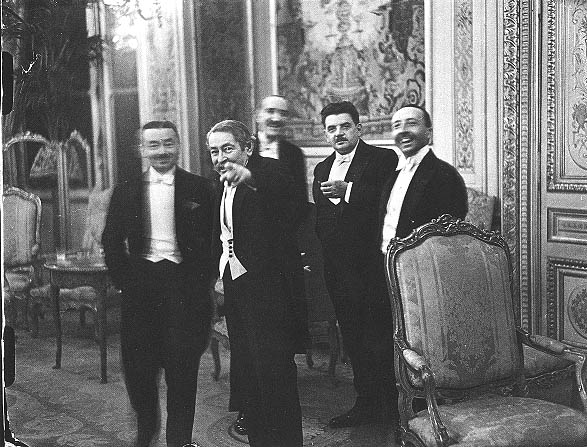
Aristide Briand (1931)

Seine persönlichen Beziehungen, sein gewandtes Auftreten und die verhältnismäßig diskrete Fototechnik ermöglichten ihm Bilder, die das Private, Menschliche hinter den Fassaden der Ereignisse sichtbar machten. Politiker, Künstler und Gelehrte erschienen nicht in kontrollierter Pose, sondern in entspannter Atmosphäre, geschäftig, gut gelaunt oder übermüdet, je nachdem … Diese Sichtweise war damals revolutionär.
Salomon bemühte sich mit legendärer Beharrlichkeit und meist mit Erfolg, den Prominenten, die er fotografierte, nahe zu sein, auch jenseits der offiziellen Auftritte; aber er war nie wirklich indiskret, nie auf der Jagd nach privaten Skandalen. 1931 wurde sein Bildband Berühmte Zeitgenossen in unbewachten Augenblicken veröffentlicht. Darin beschrieb er seinen Berufsalltag als ständigen Kampf: zuerst um Zugang zum Ort des Geschehens, dann gegen schlechte Lichtverhältnisse, zu schnelle Bewegungen und dergleichen, schließlich gegen die Zwänge des Redaktionsschlusses und die Einwände engstirniger Redakteure („Toscanini? Kenne ich nicht. Ich brauche Bilder vom Fußball“).

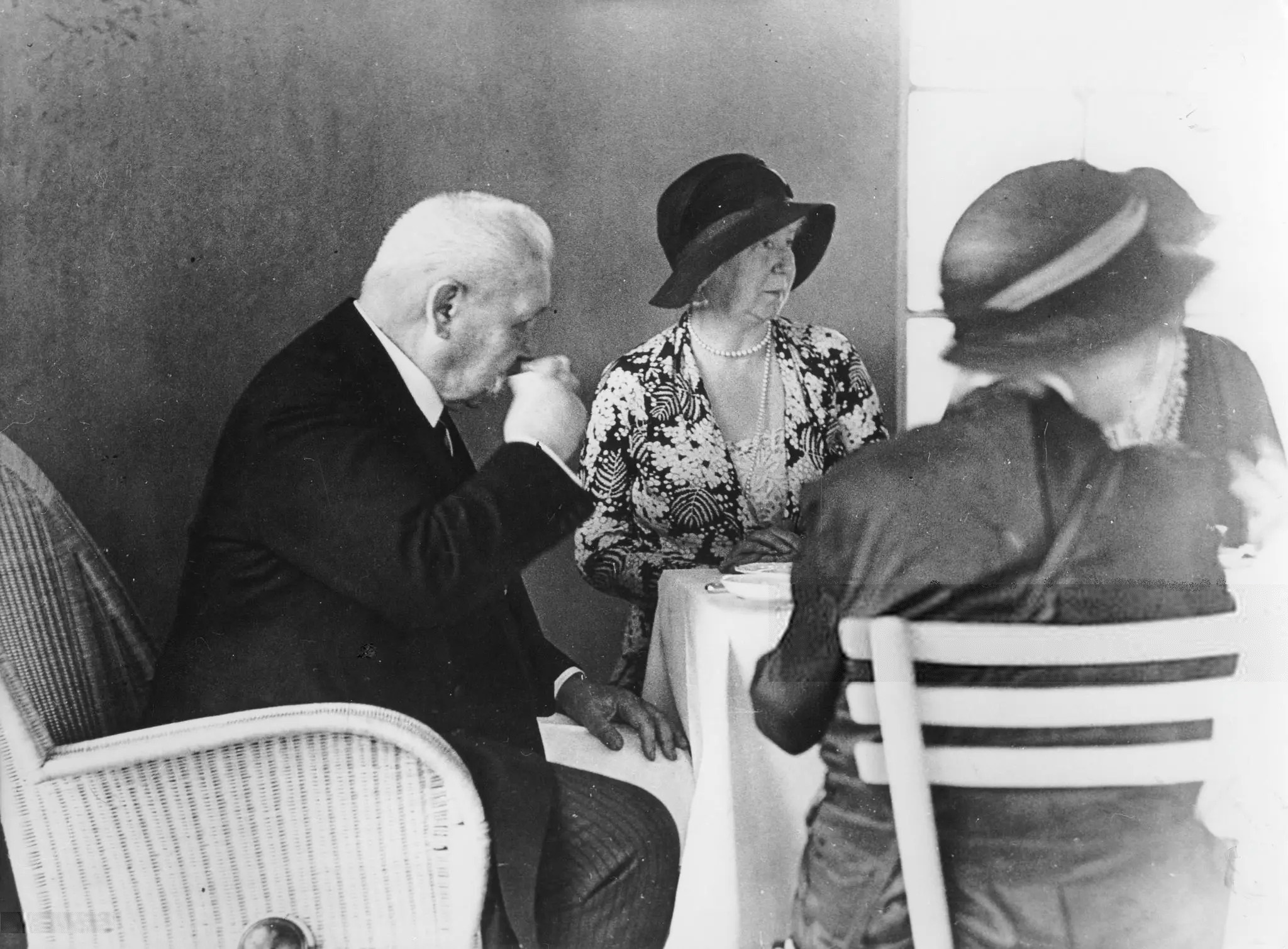
Hindenburg beim Kaffeetrinken mit Frau Konsul Staudt (um 1926)
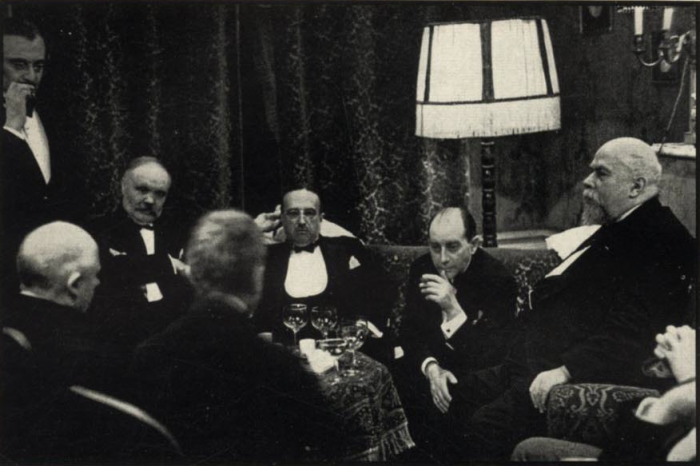
Den Haag Konferenz zum Young-Plan 1930
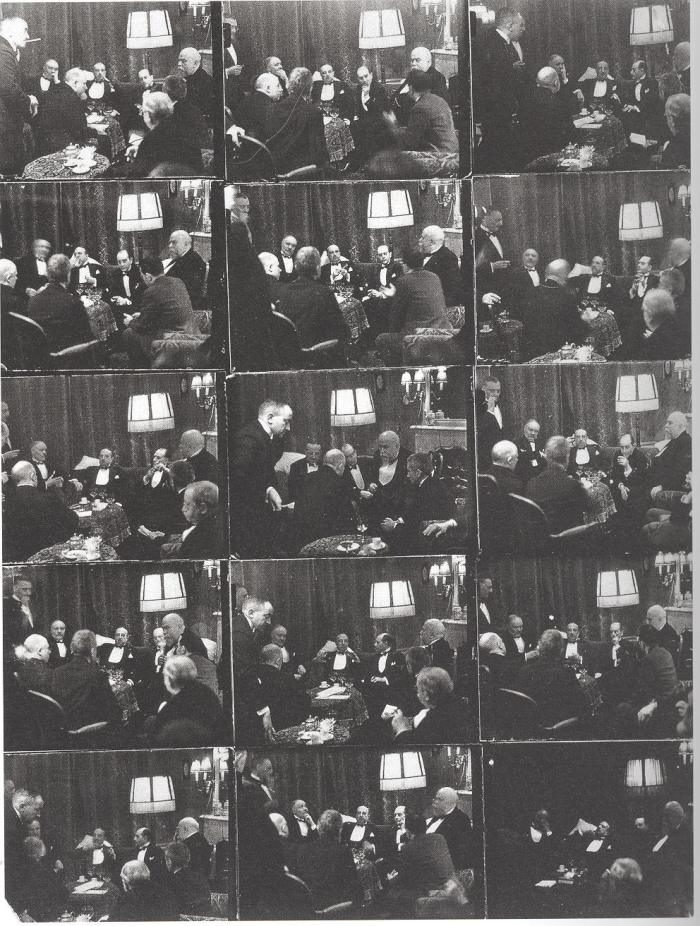
Aufnahmeserie bei der Konferenz 1930 in Den Haag
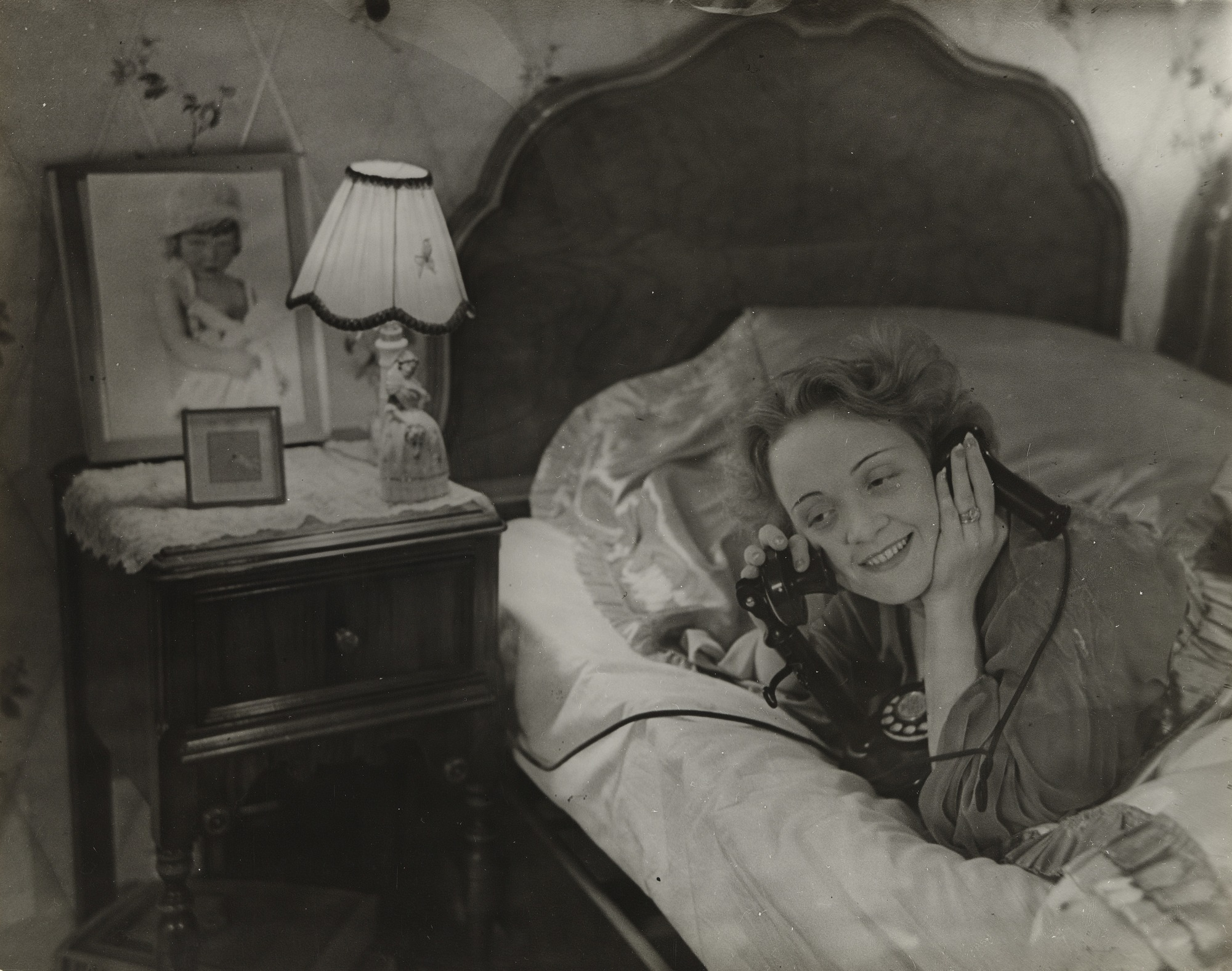
Marlene Dietrich spricht mit ihrer Tochter, Einzelaufnahme einer Serie, 1930
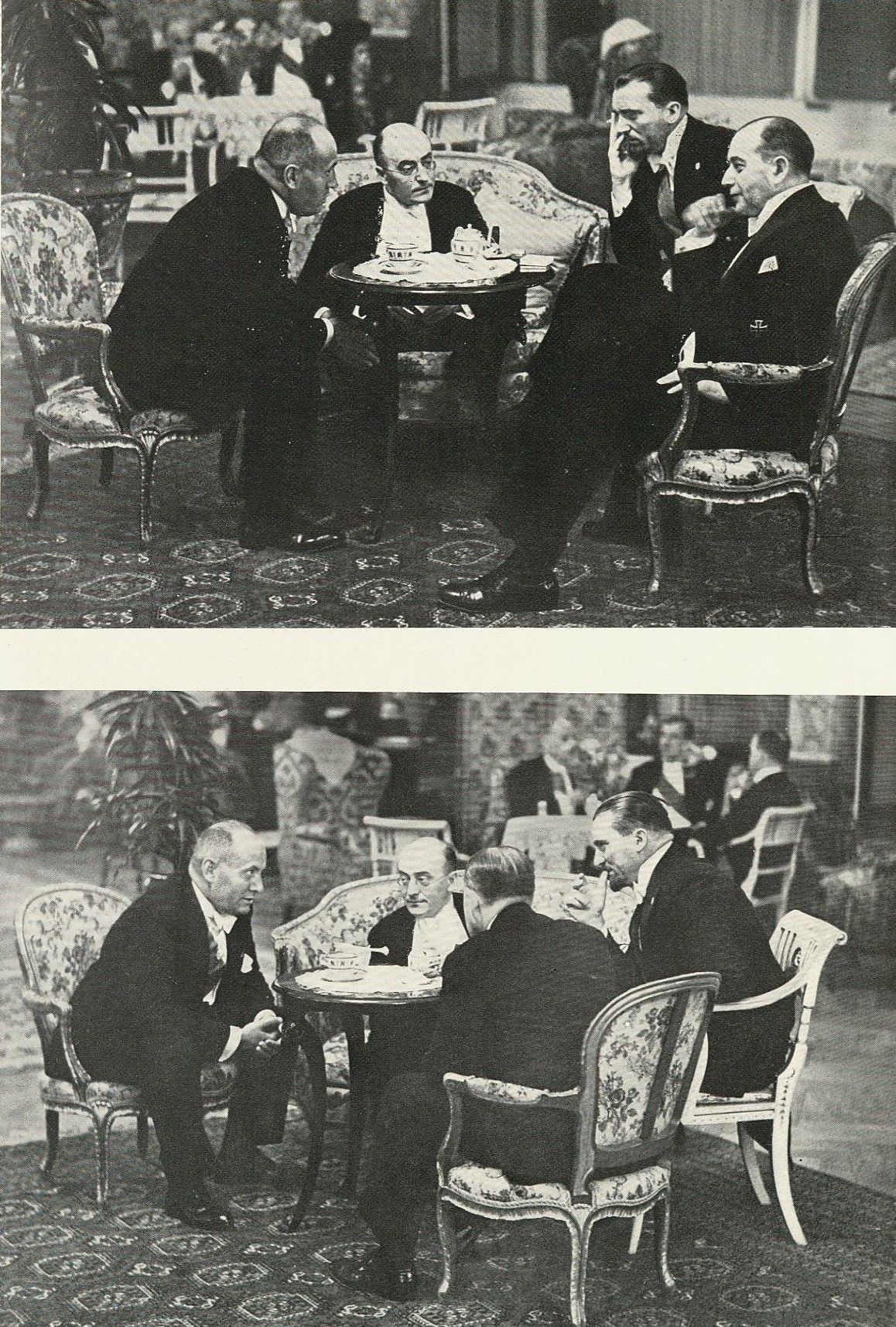
Benito Mussolini, Heinrich Brüning, Dino Grandi und Julius Curtius, 1931 im Hotel Excelsior, Rom
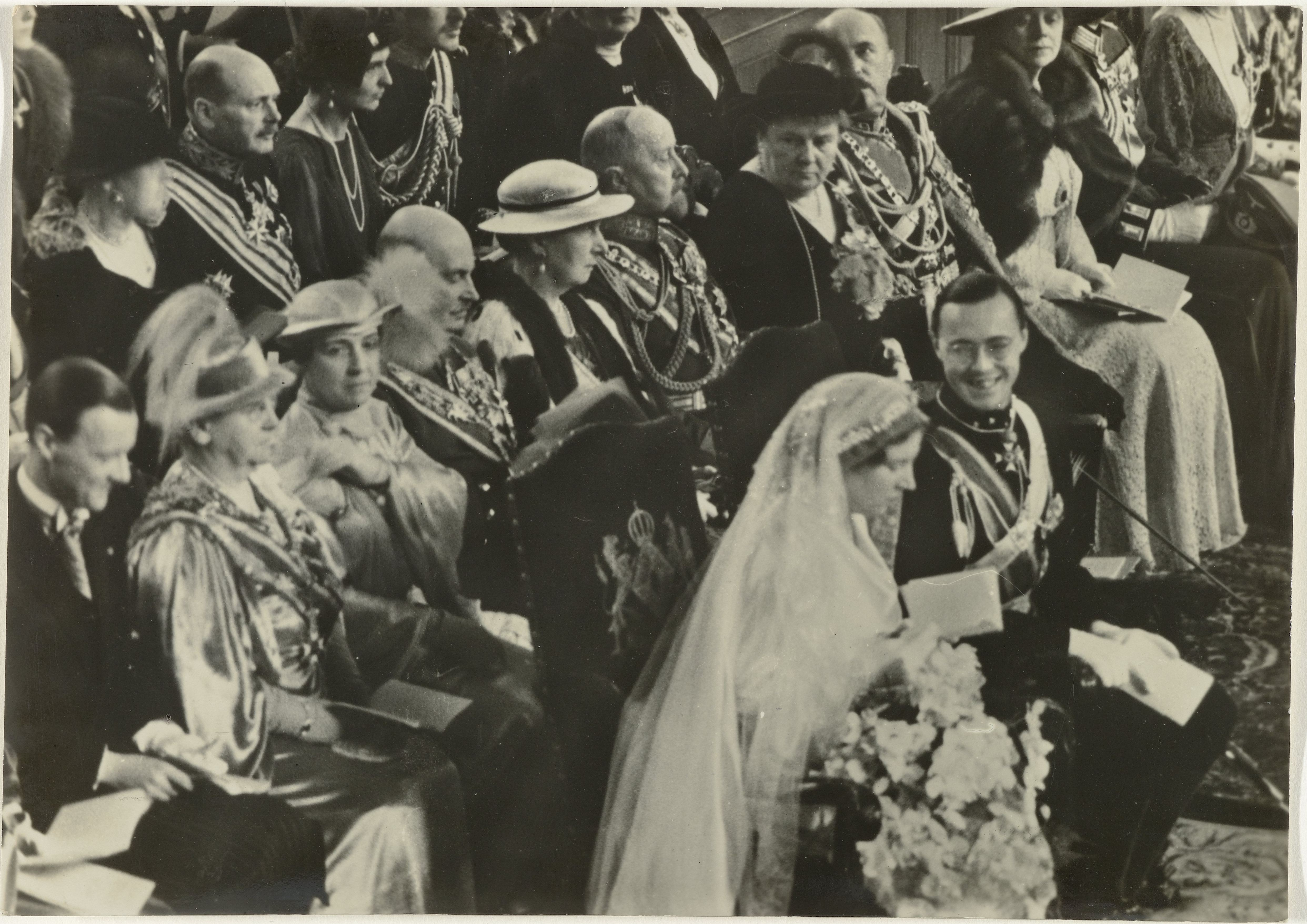
Die niederländische Kronprinzessin Juliana und Prinzgemahl Bernhard (1937)
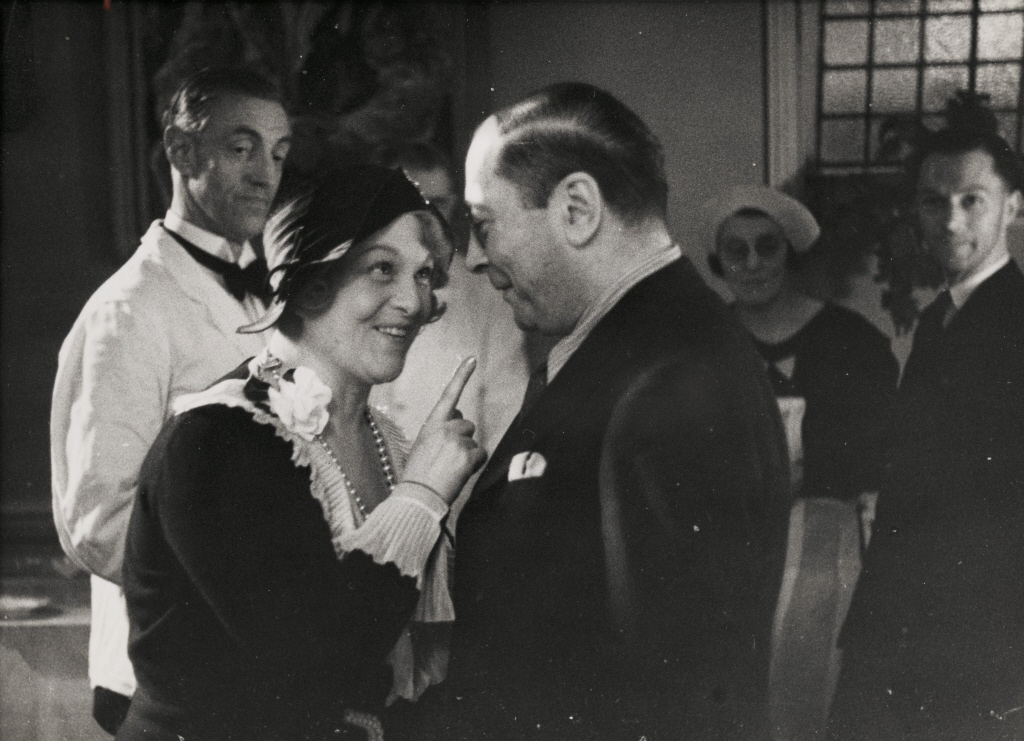
Die Sopranistin Margaret Sheridan und der Dirigent Vincenzo Bellezza in London (1938)

## Nachlass
Einen Teil seiner Negative hatte Salomon am Haus eines Freundes vergraben, einen anderen Teil der Bibliothek des Niederländischen Parlaments zur Verwahrung gegeben. Ein dritter Teil verblieb bei seinem älteren Sohn. Dieser bemühte sich später, das verstreute Archiv wieder zusammenzuführen. Vieles war verloren gegangen; was erhalten war, übergab er 1980 an die Berlinische Galerie. Dort betreut das Erich-Salomon-Archiv über 10.000 Fotografien sowie sonstiges Archivmaterial.
1971 wurde von der Deutschen Gesellschaft für Photographie (DGPh) der Dr.-Erich-Salomon-Preis für außergewöhnliche bildjournalistische Arbeiten gestiftet.

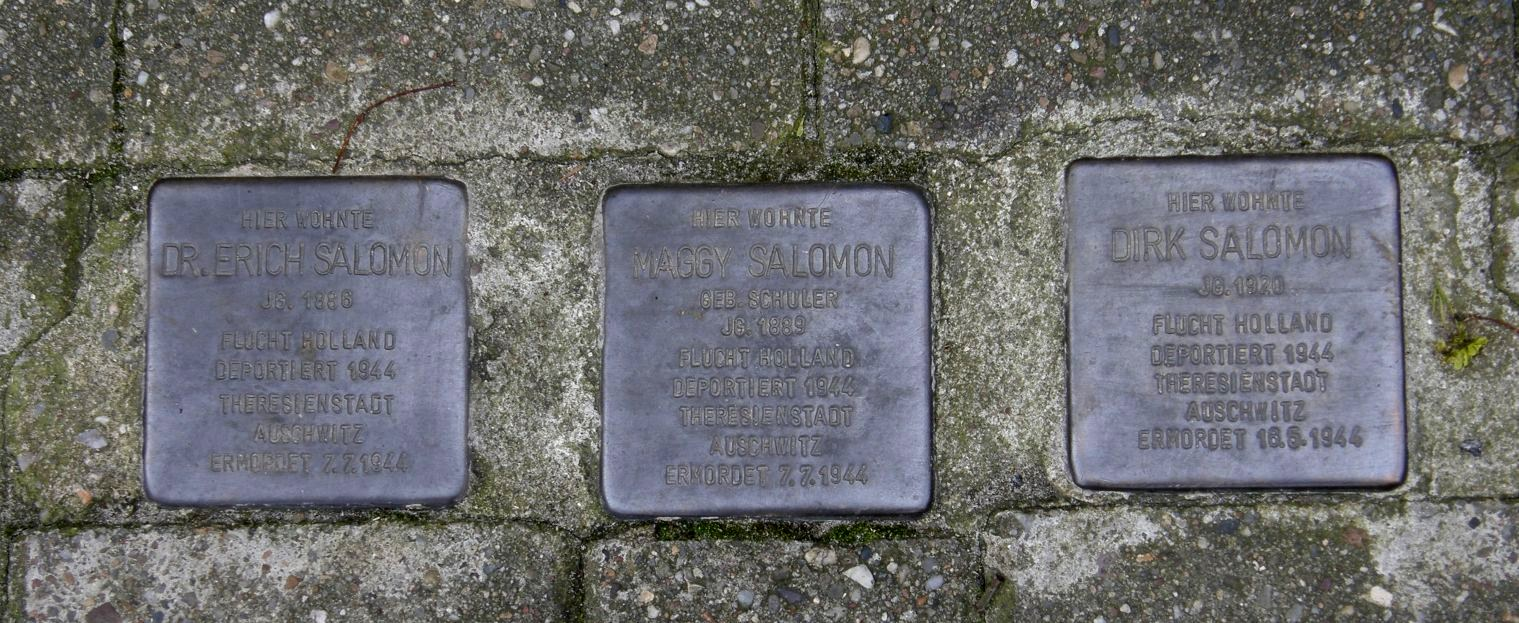
Stolpersteine für Erich Salomon und seine Familie

## Ausstellungen
- 1935: Royal Photographic Society London
- 1957: Royal Photographic Society London

- seit 2007 „Zeitsprung – Erich Salomon, Barbara Klemm“, weltweite Tourneeausstellung des Instituts für Auslandsbeziehungen, Premiere in der Guardini Galerie, Berlin; Tourneeende voraussichtlich frühestens 2020[11]
- Museum für Fotografie (Berlin), „2008 – Pigozzi and the Paparazzi – with Salomon, Weegee, Galella, Angeli, Secchiaroli, Quinn and Newton“.[12]

## Veröffentlichungen
- Erich Salomon: Berühmte Zeitgenossen in unbewachten Augenblicken. Engelhorn, Stuttgart 1931 (Nachdruck:  Schirmer/Mosel, München 1978, ISBN 3-921375-24-X).